# Sworawa
Sworawa – wieś w Polsce położona w województwie łódzkim, w powiecie poddębickim, w gminie Poddębice. 
| SIMC    | Nazwa     | Rodzaj    |
| ------- | --------- | --------- |
| 0711250 | Brzezinki | część wsi |

Wieś jest siedzibą sołectwa Sworawa, w którego skład wchodzą również miejscowości Bliźnia, Jabłonka i Małe.
W latach 1975–1998 miejscowość administracyjnie należała do województwa sieradzkiego.
Przez miejscowość przebiega droga wojewódzka nr 703.
W źródłach pisanych wieś pojawia się po raz pierwszy jako Svarava w 1242 r. w akcie księcia Konrada mazowieckiego jako własność arcybiskupa. W XVI w. kmiecie dawali plebanowi w turze po groszu z łanu oraz dziesięcinę arcybiskupowi. W XV w. mieszkało tu 21 osadników, a na początku XIX w. wieś liczyła 40 domów i 241 mieszkańców. Obecnie mieszka tu około 500 mieszkańców w 100 domach. W 1918 zawiązała się tu Ochotnicza Straż Pożarna, w 1925 wysiłkiem mieszkańców wsi zbudowano szkołę powszechną. W 1953 wieś zelektryfikowano, a w 1988 oddano do użytku wodociąg. W roku 1996 uruchomiono kanalizację sanitarną.